# Валени (Калацеле)
Валени (рум. Văleni) насеље је у Румунији у округу Клуж у општини Калацеле. Oпштина се налази на надморској висини од 689 m.

## Становништво
Према подацима из 2002. године у насељу је живело 341 становника.

### Попис2002.
| Расподела становништва по националности 2002.‍ | Расподела становништва по националности 2002.‍ | Расподела становништва по националности 2002.‍ | Расподела становништва по националности 2002.‍ | Расподела становништва по националности 2002.‍ |
| --------------------------------------------- | --------------------------------------------- | --------------------------------------------- | --------------------------------------------- | --------------------------------------------- |
|                                               |                                               |                                               |                                               |                                               |
| Румуни                                        | Румуни                                        |                                               | 83                                            | 24,3%                                         |
| Мађари                                        | Мађари                                        |                                               | 258                                           | 75,7%                                         |